# Сербичаны
Сербича́ны (укр. Сербичани) — село в Сокирянской городской общине Днестровского района Черновицкой области Украины.
До 2020 года входило в Сокирянский район.
Население по переписи 2001 года составляло 1570 человек. Почтовый индекс — 60230. Телефонный код — 3739. Код КОАТУУ — 7324089001.